# Kościół Matki Bożej Śnieżnej w Miękiszu Nowym
Kościół Matki Bożej Śnieżnej w Miękiszu Nowym – drewniany rzymskokatolicki kościół parafialny pw. Matki Bożej Śnieżnej, zbudowany w latach 1918–19, znajdujący się w miejscowości Miękisz Nowy.
W 1995 obiekt wpisany do rejestru zabytków.

## Historia obiektu
Kościół wybudowano w latach 1918–19, na miejscu kaplicy-baraku z 1916, według projektu inż. architekta Kazimierza Osińskiego z Przemyśla. W 1923 wnętrze oszalowano deskami. W 1924 zmieniono gontowe pokrycie dachu na blaszane. W latach 2007–08 przeprowadzono gruntowną renowację świątyni i dzwonnicy.

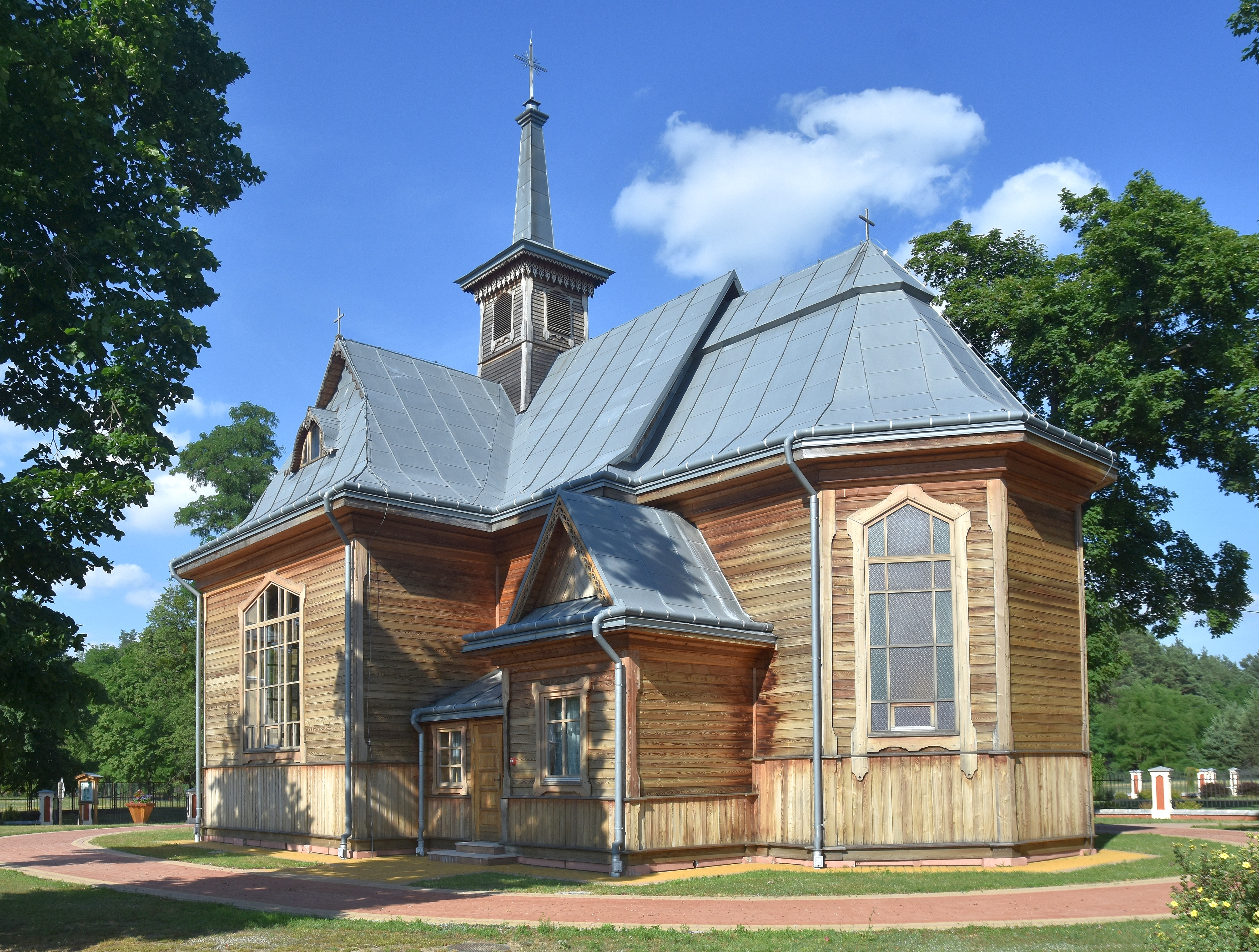
Widok od strony sanktuarium
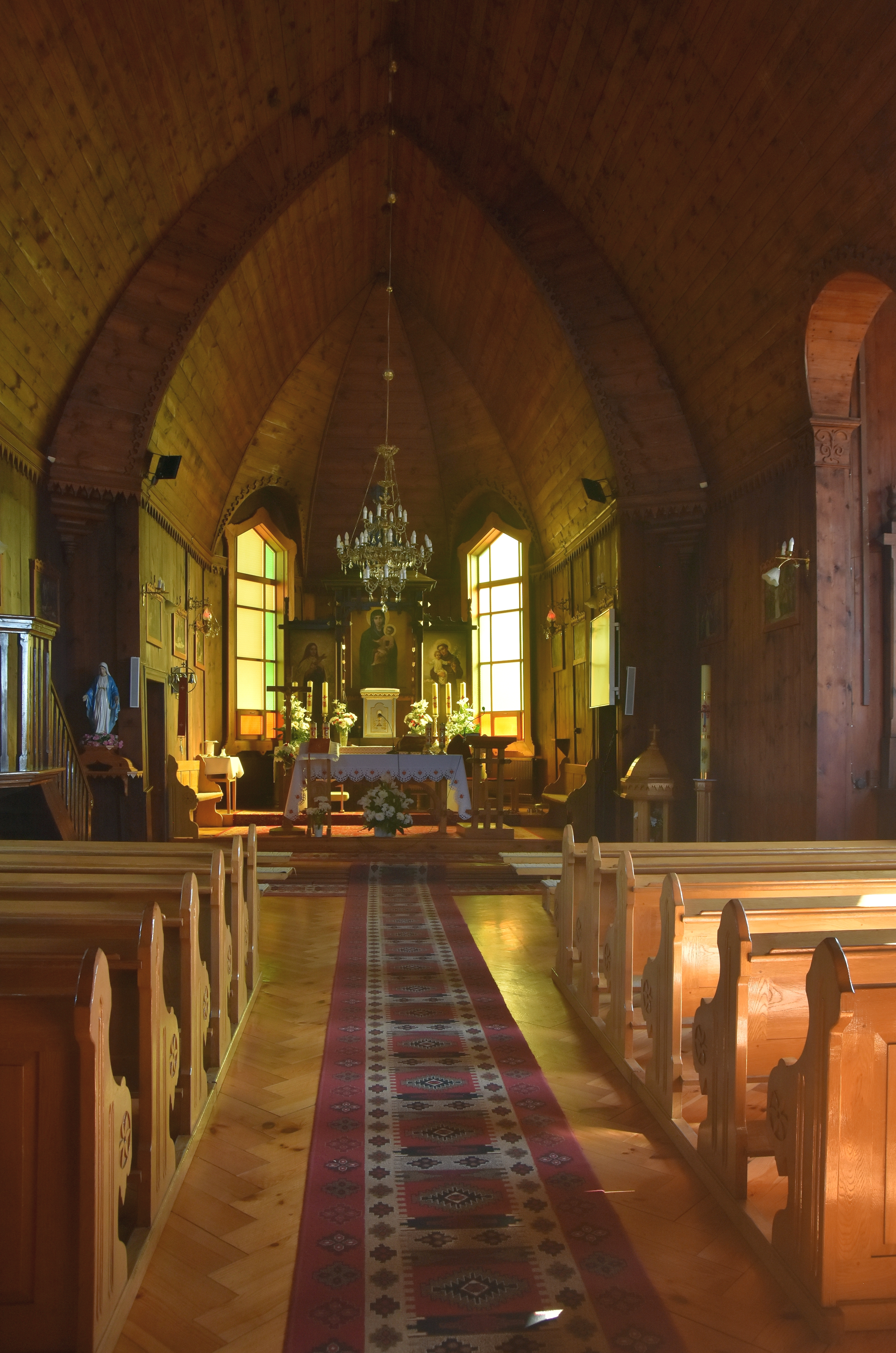
Wnętrze
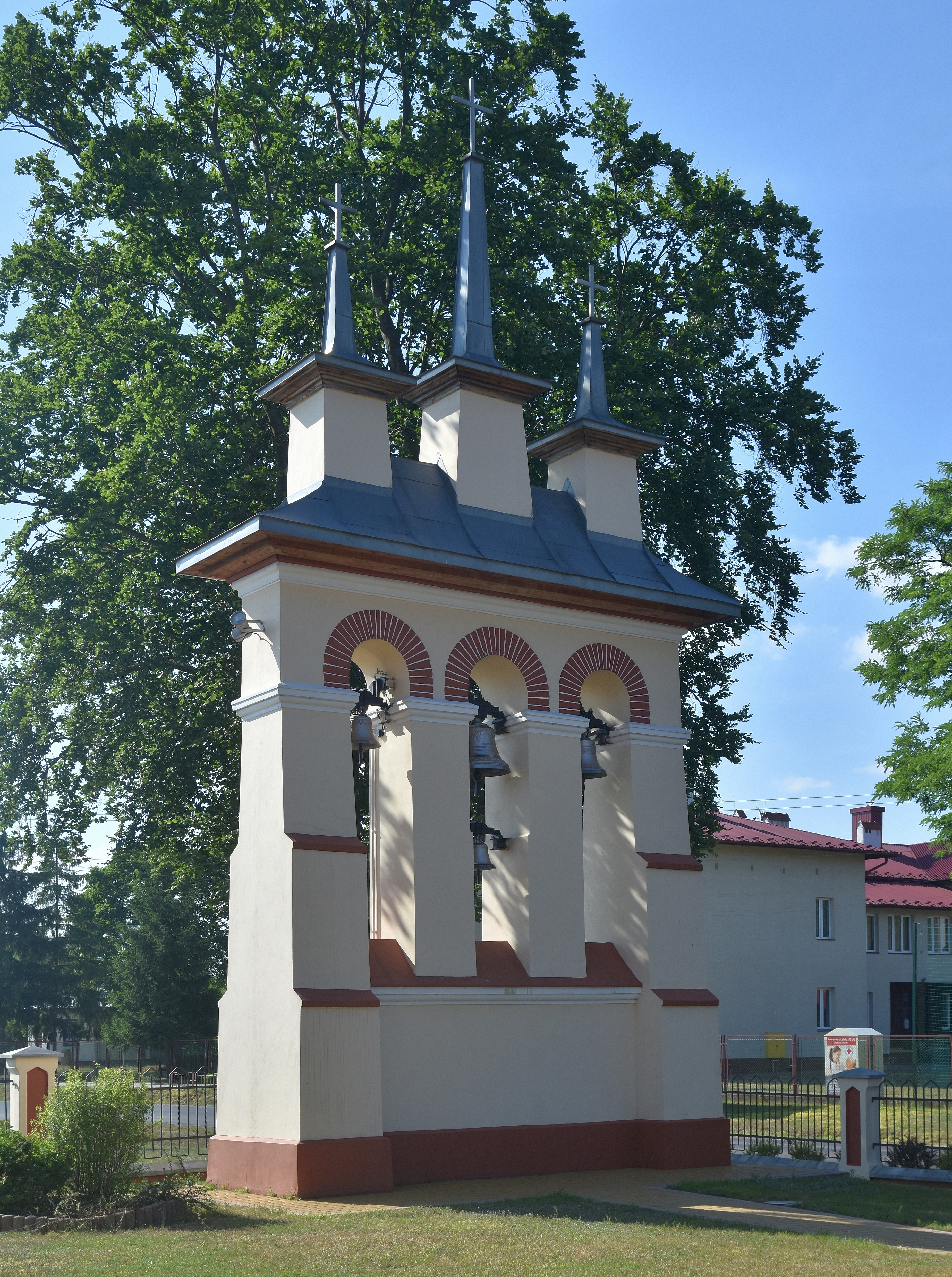
Dzwonnica

## Architektura i wyposażenie
W architekturze kościoła widoczne są inspiracje modnym wówczas stylem zakopiańskim. Budowla drewniana o konstrukcji zrębowej, na planie krzyża z dostawionym trójbocznie zamkniętym prezbiterium, po którego bokach dwie nieduże przybudówki. Kruchta od frontu kryta dachem dwuspadowym. Dach wieńczy czworoboczna wieżyczka na sygnaturkę zakończona hełmem iglicowym.
Wnętrze oszalowane deskami. W 1928 ufundowano ołtarze. Główny zaprojektował i wykonał Ludwik Bosecki, a znajdujący się w nim obraz Matki Bożej Śnieżnej namalował Józef Bukowczyk z Przemyśla. W 1925 zainstalowano organy.

## Otoczenie
Od strony zachodniej znajduje się trójarkadowa dzwonnica wymurowana w 1919 przez Jana Trytka. 